# Хантер, Джимми
Джеймс (Джимми) Хантер (англ. James (Jimmy) Hunter; 6 марта 1879 — 4 декабря 1962) — новозеландский регбист, выступавший на позиции второго пяти-восьмого (центрового) и в задней линии, один из членов «Ориджинал Олл Блэкс».

## Биография
Родился в Таранаки в семье фермеров. Окончил коллегиальную школу Уонгануи. Выступал за команду «Хауэра», в возрасте 18 лет пришёл в команду провинции Таранаки и выступал за неё с 1898 года. Выступал почти на всех позициях задней линии за команду Таранаки, прежде чем закрепился окончательно на позиции второго пяти-восьмого. За эту команду сыграл в 1904 году против «Британских и ирландских львов», также должен был сыграть ещё один тест-матч за «Олл Блэкс», однако за день до матча из-за травмы покинул расположение сборной. В том же 1904 году стал игроком сборной Северного острова (клуб «Норт-Айленд»), участвовал в её составе в ежегодном матче против Южного острова. В 1905 году в матче против Южного острова был капитаном и принёс победу 26:0, а этот матч стал также последним перед отбором игроков для турне по Британским островам.
В июле 1905 года Хантер совершил турне в составе «Олл Блэкс» по Новой Зеландии и Австралии, став капитаном, но из семи матчей сыграл в трёх. Перед турне по странам Северного полушария, известным как турне «Ориджинал Олл Блэкс», Хантер был смещён с поста капитана сборной (капитаном стал Дэйв Галлахер) и даже не стал вице-капитаном (Билли Стед занял эту должность). Команда сыграла 35 матчей, из них Хантер провёл 24. Первым для него стал матч против сборной Девона в Эксетере. В первых четырёх матчах Хантер занёс 8 попыток, доведя это число после 9 матчей до 23. Дважды за тур он оформлял пять попыток в одной встрече, отличившись так в играх против Нортумберленда и сборной Оксфордского университета, и газета Morning Leader писала об этом следующее:

Хантер был самым разрушительной сердцевиной атаки, а его личная охота закончилась пятью попытками. Половина приёмов этого маленького чуда ещё не была известна, а оксфордцы были попросту парализованы его цепкостью.
Оригинальный текст (англ.)Hunter was the most destructive medium on attack and his personal tally was five tries. One half of this little wonder's tricks have not been told yet and the Oxford men were simply paralysed by his tenacity.

Следующий матч Хантер провёл против «Ричмонда», сыграв на позиции скрам-хава (полузащитника схватки) в той встрече. Газета Athletic News писала следующее о его выступления:

Только такой игрок, как Хантер, переведённый на позиции хавбека, мог прорваться сквозь бетонную оборону «Ричмонда», которая на протяжении получаса сдерживала новозеландцев.
Оригинальный текст (англ.)It could only be a player like Hunter who, by the way, was brought to halfback, who could have got through the stonewall arrangements by which Richmond defied the New Zealanders for 30 minutes.

Хантер сыграл во всех пяти тест-матчах новозеландской сборной, в том числе и в матче против Уэльса, проигранном 0:3. Первый его тест-матч состоялся против Шотландии (победа 12:7), а первую тестовую попытку он занёс в игре с Францией, отметившись в той встрече ещё одной попыткой и принеся «Олл Блэкс» победу 38:8. Всего в его активе оказалось 44 попытки в 24 играх турне, что, по мнению Пола Вердона, стало планкой для регбистов Новой Зеландии в рамках турне, до которой вряд ли кто сможет подобраться.
Хантер продолжал играть за команды Таранаки и Северного острова, а также за новозеландскую сборную, став капитаном новозеландцев в турне 1907 года по Австралии и проведя в должности капитана три тест-матча против австралийцев: победы 26:6 и 14:5, а также ничья 5:5. В 1908 году сыграл три тест-матча против «Львов» в Новой Зеландии, выйдя на поле как капитан во второй встрече.
Завершив карьеру в 1908 году, Хантер в дальнейшем работал на ферме в Мангамаху. В настоящее время в Новой Зеландии в качестве памятника архитектуры сохранилась его усадьба Оэта. Личная жизнь у Хантера не сложилась: его первые дети, сыновья-близнецы, умерли почти сразу после рождения; дочь скончалась от полиомиелита; сын Роберт Динс, названный в честь друга Джеймса по сборной, погиб на фронте Второй мировой войны в Греции, а сам Хантер потерял слух к концу жизни и прожил последние годы в полном одиночестве.

## Стиль игры
Хантер был одним из лучших полузащитников состава «Ориджинал Олл Блэкс»: при своём невысоком росте он обладал хорошими скоростными данными, отличался ловкостью и умением использовать финты. Э. Д. Х. Сьюэлл назвал его «одним из самых извилистых бегунов» в истории регби, хотя сам игрок нередко подвергался критике за свой эгоизм. Его напарником в сборной был Билли Стид, без которого Хантер, по собственным словам, ничего бы не добился.
По мнению Пола Вердона, результативность Хантера в составе «Ориджинал Олл Блэкс» в виде 44 попыток за 24 матча привела к тому, что он установил рекордное для турне достижения, которое, скорее всего, никто в регби уже не побьёт, поскольку статус турне в течение XX века значительно снизился.